# AFC Ajax
Amsterdamsche Football Club Ajax, poznatiji kao AFC Ajax ili samo Ajax, je nizozemski nogometni klub iz Amsterdama, osnovan 18. ožujka 1900. godine. Ajax se uvijek nalazi pri vrhu nizozemskog nogometa, s PSV-om i Feyenoordom. Ajax je jedan od klasičnih klubova FIFA-e.

## Klupski uspjesi

### Domaći uspjesi
Nizozemski nogometni savez je Ajaxovoj nogometnoj akademiji za mladež u 2004., 2005. i 2006. dodijelio nagradu Rinus Michels za akademiju godine.
Prvenstvo Nizozemske
- Prvak: 1917./18., 1918./19., 1930./31., 1931./32., 1933./34., 1936./37., 1938./39., 1946./47., 1956./57., 1959./60., 1965./66., 1966./67., 1967./68., 1969./70., 1971./72., 1972./73., 1976./77., 1978./79., 1979./80., 1981./82., 1982./83., 1984./85., 1989./90., 1993./94., 1994./95., 1995./96., 1997./98., 2001./02., 2003./04., 2010./11., 2011./12., 2012./13., 2013./14., 2018./19., 2020./21., 2021./22.

- Doprvak: 1927./28., 1929./30., 1935./36., 1945./46., 1960./61., 1962./63., 1968./69., 1970./71., 1977./78., 1980./81., 1985./86., 1986./87., 1987./88., 1988./89., 1990./91., 1991./92., 2002./03., 2004./05., 2006./07., 2007./08., 2009./10., 2014./15., 2015./16., 2016./17., 2017./18.

- Trećeplasirani: 1920./21., 1926./27., 1934./35., 1957./58., 1973./74., 1974./75., 1975./76., 1983./84., 1992./93., 2000./01., 2008./09.

Kup Nizozemske:
- Prvak (17): 1917., 1943., 1961., 1967., 1970., 1971., 1972., 1979., 1983., 1986., 1987., 1993., 1998., 1999., 2002., 2006., 2007.
- Finalist (4): 1968., 1978., 1980., 1981.

Superkup Nizozemske:
- Prvak (7): 1993., 1994., 1995., 2002., 2005., 2006., 2007.

### Europski uspjesi
Liga (Kup) prvaka:
- Prvak (4): 1970./71., 1971./72., 1972./73., 1994./95.
- Finalist (2): 1968./69., 1995./96.
- Polufinalist: 1968./69., 1996./97., 2018./19.

| 1968./69. | Ajax | 1:4            | Milan                 |
| 1970./71. | Ajax | 2:0            | Panathinaikos Atena   |
| 1971./72. | Ajax | 2:0            | Internazionale Milano |
| 1972./73. | Ajax | 1:0            | Juventus Torino       |
| 1994./95. | Ajax | 1:0            | Milan                 |
| 1995./96. | Ajax | 1:1 (2:4 11 m) | Juventus Torino       |

Kup pobjednika kupova:
- Prvak (1): 1986./87.
- Finalist (1): 1987./88.

| 1986./87. | Ajax | 1:0 | Lokomotive Leipzig |
| 1987./88. | Ajax | 0:1 | KV Mechelen        |

Kup UEFA:
- Prvak (1): 1991./92.
- Polufinalist (1): 1969./70.

| 1991./92. | Ajax | 2:2, 0:0 | Torino |

Europski superkup
- Prvak (3): 1972., 1973., 1995.
- Finalist (1): 1987.

| 1972. | Ajax | 3:1, 3:2 | Glasgow Rangers |
| 1973. | Ajax | 0:1, 6:0 | Milan           |
| 1987. | Ajax | 0:1, 0:1 | Porto           |
| 1995. | Ajax | 1:1, 4:0 | Real Zaragoza   |

Interkontinentalni kup
- Prvak (2): 1972., 1995.

| 1972. | Ajax | 1:1, 3:0       | Independiente Avellaneda |
| 1995. | Ajax | 0:0 (4:3 11 m) | Gremio Porto Alegre      |

Intertoto kup
- Prvak (1): 1961./62.

## Poznati igrači
| - Frank Arnesen - Shota Arveladze - Marco van Basten - Dennis Bergkamp - Horst Blankenburg - Danny Blind - Cristian Chivu - Johan Cruijff - Edgar Davids - Frank de Boer - Ronald de Boer - Nigel de Jong - Dick van Dijk - Arie Haan | - Barry Hulshoff - Zlatan Ibrahimović - Wim Jonk - Piet Keizer - Wim Kieft - Patrick Kluivert - Ronald Koeman - Ruud Krol - Brian Laudrup - Michael Laudrup - Søren Lerby - Tscheu la Ling - Jari Litmanen - Maxwell | - Benni McCarthy - Andy van der Meyde - Rinus Michels - Mido - Kiki Musampa - Arnold Mühren - Gerrie Mühren - Jan Mølby - Johan Neeskens - Jesper Olsen - Marc Overmars - Petri Pasanen - Stefan Petterson - Steven Pienaar | - Piet van Reenen - Johnny Rep - Frank Rijkaard - Edwin van der Sar - Clarence Seedorf - Wesley Sneijder - Frank Stapleton - Wim Suurbier - Sjaak Swart - Rafael van der Vaart - Gerald Vanenburg - Aron Winter - Richard Witschge - Jan Wouters |

## Treneri Ajaxa
| - Francesco Farioli (2024. – 2025.) - John van 't Schip (2023. – 2024.) - Hedwiges Maduro (2023.) - Maurice Steijn (2023.) - John Heitinga (2023.) - Alfred Schreuder (2022. – 2023.) - Erik ten Hag (2017. – 2022.) - Marcel Keizer (2017.) - Peter Bosz (2016. – 2017.) - Frank de Boer (2010. – 2016.) - Martin Jol (2009. – 2010.) - John van 't Schip (2009.) - Marco van Basten (2008. – 2009.) - Adrie Coster (2007. – 2008.) - Henk ten Cate (2006. – 2007.) - Danny Blind (2005. – 2006.) - Ruud Krol (2005.) - Ronald Koeman (2001. – 2005.) - Co Adriaanse (2000. – 2001.) - Hans Westerhof (2000.) - Jan Wouters (1999. – 2000.) - Morten Olsen (1997. – 1999.) - Louis van Gaal (1991. – 1997.) - Leo Beenhakker (1989. – 1991.) - Kurt Linder (1988.) - Johan Cruijff (1985. – 1988.) | - Aad de Mos (1982. – 1985.) - Kurt Linder (1981. – 1982.) - Leo Beenhakker (1979. – 1981.) - Cor Brom (1978. – 1979.) - Tomislav Ivić (1976. – 1978.) - Rinus Michels (1975. – 1976.) - Hans Kraay (1974. – 1975.) - George Knoebel (1973. – 1974.) - Stefán Kovács (1971. – 1973.) - Rinus Michels (1965. – 1971.) - Vick Buckingham (1964. – 1965.) - Jack Rowley (1963. – 1964.) - Joseph Gruber (1962. – 1963.) - Keith Spurgeon (1961. – 1962.) - Vic Buckingham (1959. – 1961.) - Karl Humenberger (1954. – 1959.) - Walter Crook (1953. – 1954.) - Robert Thomson (1950. – 1953.) - Walter Crook (1948. – 1950.) | - Robert Smith (1947. – 1948.) - Jack Reynolds (1945. – 1947.) - Dolf van Kol (1942. – 1945.) - Wim Volkers (1941. – 1942.) - Vilmos Halpern (1940. – 1941.) - Jack Reynolds (1928. – 1940.) - Stanley Castle (1926. – 1928.) - Harold Rose (1925. – 1926.) - Jack Reynolds (1915. – 1925.) - John Kirwan (1910. – 1915.) |

## Vanjske poveznice
- http://www.ajax.nl/